# Handenberg
Handenberg osztrák község Felső-Ausztria Braunau am Inn-i járásában. 2018 januárjában 1290 lakosa volt. 

## Elhelyezkedése

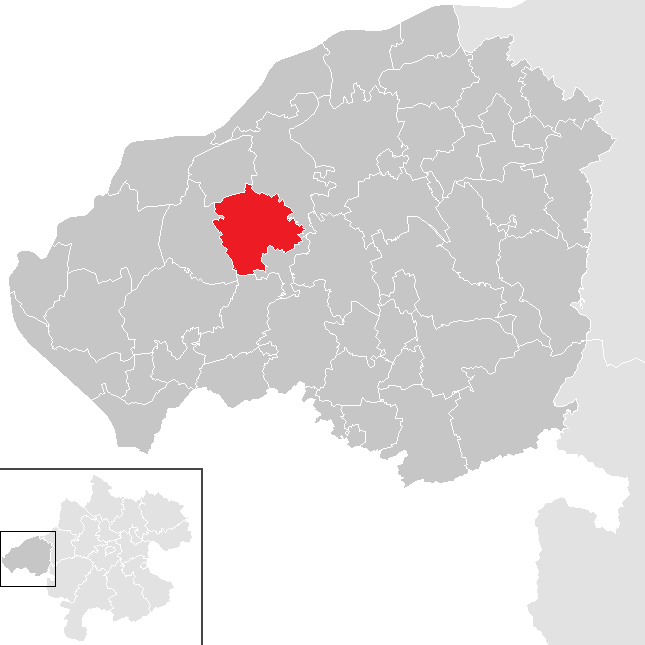
Handenberg a Braunau am Inn-i járásban

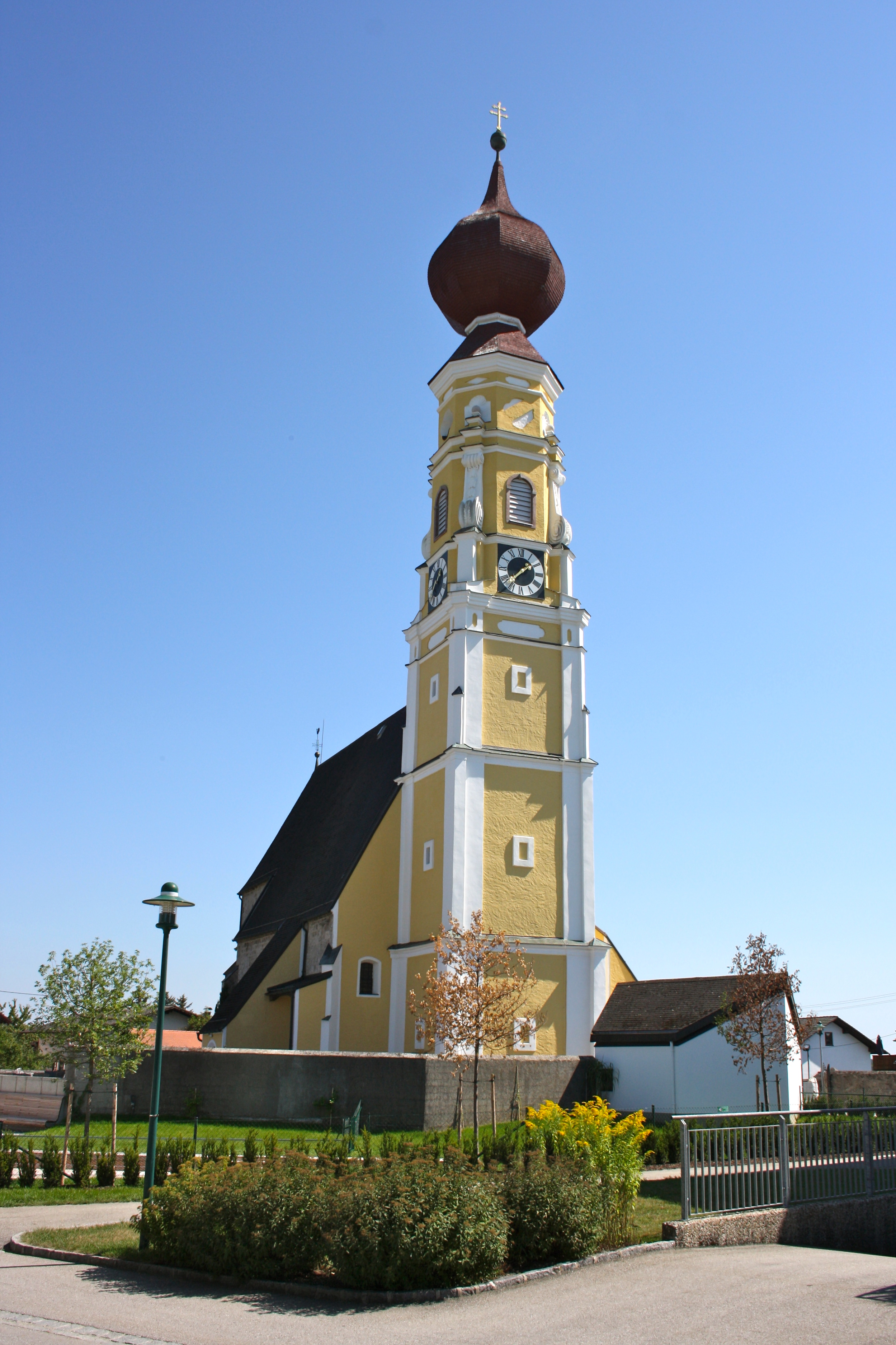
A Szt. Márton-plébániatemplom

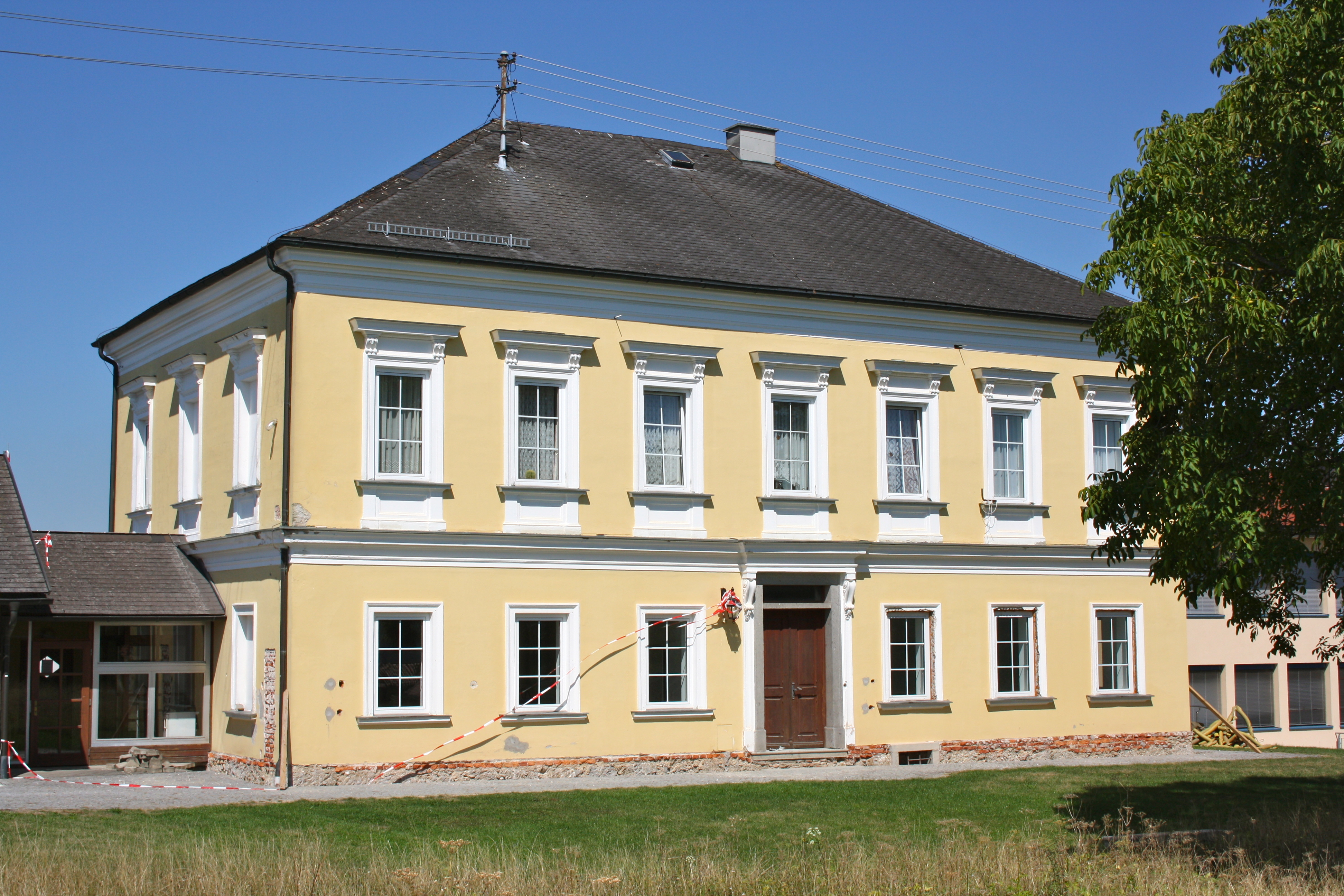
A katolikus plébánia

Handenberg Felső-Ausztria Innviertel régiójában fekszik, a német határ közelében. Legfontosabb folyóvize a Fillmannsbach. Az önkormányzat 26 településrészt és falut egyesít: Adenberg (192 lakos 2018-ban), Aigen (25), Apfental (13), Buchsberg (9), Eckbach (156), Edthof (19), Großschieder (17), Handenberg (273), Hangöbl (22), Hinterberg (20), Kastenberg (24), Kleinschieder (77), Kohlbach (5), Kölln (14), Leimhof (23), Moos (15), Pöllersberg (8), Polzwies (41), Sandtal (155), Spieglern (25), Straß (85), Utting (5), Viermaiern (20), Weg (9), Wurmshub (33) és Zaun (5).
A környező önkormányzatok: északra Schwand im Innkreis, északkeletre Neukirchen an der Enknach, délkeletre Sankt Georgen am Fillmannsbach, délre Eggelsberg, nyugatra Gilgenberg am Weilhart.

## Története
Handenberg alapításától kezdve 1779-ig Bajorországhoz tartozott, amikor azonban a bajor örökösödési háborút lezáró tescheni béke következtében a teljes Innviertel Ausztriához került át. A napóleoni háborúk során 1809-ben a régiót a franciákkal szövetséges Bajorország visszakapta, majd Napóleon bukása után ismét Ausztriáé lett.
A köztársaság 1918-as megalakulásakor Handenberget Felső-Ausztria tartományhoz sorolták. Miután Ausztria 1938-ban csatlakozott a Német Birodalomhoz, az Oberdonaui gau része lett. A második világháború után a község visszakerült Felső-Ausztriához. 

## Lakosság
A handenbergi önkormányzat területén 2018 januárjában 1290 fő élt. A lakosságszám 2001 óta csökkenő tendenciát mutat. 2016-ban a helybeliek 93,8%-a volt osztrák állampolgár; a külföldiek közül 3,7% a régi (2004 előtti), 1,2% az új EU-tagállamokból érkezett. 1,2% a volt Jugoszlávia (Szlovénia és Horvátország nélkül) vagy Törökország, 0,2% egyéb országok polgára. 2001-ben a lakosok 93,8%-a római katolikusnak, 3,4% pedig felekezeten kívülinek vallotta magát. Ugyanekkor a legnagyobb nemzetiségi csoportot a német (96,2%) a csehek alkották 1,8%-kal.
A lakosság számának változása:

| 2016 | 1 288 |
| 2018 | 1 290 |

## Látnivalók
- a Szt. Márton-plébániatemplom kéthajós, gótikus épülete a 15. században készült

## Fordítás
- Ez a szócikk részben vagy egészben  a   Handenberg című német Wikipédia-szócikk ezen változatának fordításán alapul.  Az eredeti cikk szerkesztőit annak laptörténete sorolja fel. Ez a jelzés csupán a megfogalmazás eredetét és a szerzői jogokat jelzi, nem szolgál a cikkben szereplő információk forrásmegjelöléseként.